# Petzval József-emlékérem
A Petzval József-emlékérem az Optikai, Akusztikai és Filmtechnikai Egyesület által 1962-ben alapított díj, a magyar tudományos fényképezés terén kimagasló eredményeket elért fényképészeknek járó elismerés. Nevét Petzval Józsefről, a modern fényképészeti objektív lencserendszerének megalkotójáról nyerte. Nem osztják ki minden évben, viszont egy évben többen is megkaphatják. Sajnos, a szakág háttérbe szorulása, a tudományos témájú fotográfia elnépszerűtlenedése miatt egyre ritkábban adják át.

## A kitüntetettek névsora
| - Barabás János (1962–1963) - Huszty Dénes (1962–1963) - Tarnóczy Tamás (1962–1963) - Berty Imre 1964 - Heckenast Gábor 1964 - Polster Alfréd 1965 - Dékány Sándor 1966 - Vajda Zoltán 1966 - Pozsonyi Gábor 1969 - Dobrányi Géza 1971 - Szita Jánosné 1974 |  | - Barna Tamás 1975 - Janauschek Ernő 1975 - Lukács Gyula 1976 - Sziráki László 1976 - Tornyosi Miklós 1976 - Turi Zoltán 1977 - Szakmáry László 1978 - Bernolák Kálmán 1979 - Evva Ferenc 1980 - Kalló Péter 1982 - Füzessy Zoltán 1983 |  | - Belev Károly 1984 - F. V. Bunkin 1984 - Szimán Oszkár 1985 - J. Tsujiuchi 1988 - Csillag László 1989 - Kondor István 1990 - Podmaniczky András 1990 - Ábrahám György 1994 - Vajda Ferenc 1994 - Ákos György 1998 |